# Maure
Maure é uma comuna francesa na região administrativa da Nova Aquitânia, no departamento dos Pirenéus Atlânticos. Localiza-se no extremo oriental do departamento e a 25 km de Pau. Estende-se por uma área de 3,55 km². Em 2010 a comuna tinha 100 habitantes (densidade: 28,2 hab./km²).

## Comunas vizinhas
- Bentayou-Sérée a norte;
- Momy a oeste;
- Pontiacq-Viellepinte a sudeste;
- Villenave-près-Béarn (enclave dos Altos Pirenéus) a sudoeste;
- Escaunets (enclave dos Altos Pirenéus) a sul.